# Strongs Prairie
Strongs Prairie város az USA Wisconsin államában, Adams megyében. Lakosainak száma 1145 fő (2020. április 1.).

## Népesség
A település népességének változása:

| 2010 | 1 150 |
| 2020 | 1 145 |